# Maureen Lipman
Pour les articles homonymes, voir Lipman.
Maureen Lipman est une actrice anglaise née le 10 mai 1946 à Hull, Yorkshire.

## Engagement politique
Fin 2014, elle déclare publiquement qu’elle voterait pour « presque n’importe quel autre » parti que le Parti travailliste aux prochaines élections. Et ce en raison du soutien apporté par Ed Miliband, le président du Labour, à la reconnaissance de la Palestine.

## Filmographie
- 1984 : L'Éducation de Rita de Lewis Gilbert
- 1986 : A Little Princess, série télé
- 1999 : Solomon and Gaenor de Paul Morrison
- 2002 : Le Pianiste de Roman Polanski
- 2003 : Jonathan Creek, série télé

## Voix
- 2002 : La Barbe du roi de Tony Collingwood